# Coenobita
Chi Coenobita chứa 17 loài ốc mượn hồn trên cạn. Một số loài trong chi này được nuôi làm thú cưng.

## Sinh thái học
Các loài Coenobita mang nước trong vỏ dạ dày mà chúng sinh sống, cho phép chúng ở ngoài nước trong một thời gian dài.

## Phân bố
Phần lớn các loài được tìm thấy ở khu vực Ấn Độ Dương-Thái Bình Dương, chỉ có một loài ở Tây Phi, một loài xuất hiện dọc theo bờ biển Đại Tây Dương của Châu Mỹ và một loài xuất hiện ở bờ biển Thái Bình Dương của Châu Mỹ.
| Giống loài              | Authority        | Năm  | Phân bố                        |
| ----------------------- | ---------------- | ---- | ------------------------------ |
| Coenobita brevimanus    | Dana             | 1852 | Indo-Pacific                   |
| Coenobita carnescens    | Dana             | 1851 | Pacific Ocean                  |
| Coenobita cavipes       | Stimpson         | 1858 | Indo-Pacific                   |
| Coenobita clypeatus     | (Fabricius)      | 1787 | Western Atlantic               |
| Coenobita compressus    | H. Milne-Edwards | 1836 | Eastern Pacific                |
| Coenobita lila          | Rahayu           | 2016 | Singapore, Malaysia, Indonesia |
| Coenobita longitarsis   | De Man           | 1902 | East Indies                    |
| Coenobita olivieri      | Owen             | 1839 | Pacific Ocean                  |
| Ốc dâu tây              | H. Milne-Edwards | 1837 | Indo-Pacific                   |
| Coenobita pseudorugosus | Nakasone         | 1988 | Indo-Pacific                   |
| Coenobita purpureus     | Stimpson         | 1858 | Japan                          |
| Coenobita rubescens     | Greeff           | 1884 | West Africa                    |
| Coenobita rugosus       | H. Milne-Edwards | 1837 | Indo-Pacific                   |
| Coenobita scaevola      | (Forskål)        | 1775 | Indian Ocean, Red Sea          |
| Coenobita spinosus      | H. Milne-Edwards | 1837 | Polynesia & Australia          |
| Coenobita variabilis    | McCulloch        | 1909 | Australia                      |
| Coenobita violascens    | Heller           | 1862 | Pacific Ocean                  |

Coenobita có họ hàng gần với cua dừa, Birgus latro, với hai chi tạo nên họ Coenobitidae. Cái tên Coenobita được đặt bởi Pierre André Latreille vào năm 1829, từ một từ tiếng Latinh của Giáo hội, cuối cùng là từ tiếng Hy Lạp κοινόβιον, có nghĩa là "xã"; chi là nam tính trong giới tính.